# Westerveldita
La westerveldita se encontró como granos microscópicos, visibles por microscopía de luz reflejada, en una asociación de niquelina y cromita dentro de una lherzolita serpentinizada, en la mina La Gallega, Ojén (Málaga) España. La westerveldita se encuentra preferentemente, junto con maucherita, cerca de venillas de serpentina que atraviesan la asociación de cromita-niquelina.El nombre es un homenaje a Jan Westerveld, profesor de la Universidad de Ámsterdam. La mina La Gallega es consecuentemente la localidad tipo para este mineral.
La westerveldita es un mineral muy raro. Se ha indicado su presencia a escala microscópica en diversos yacimientos, asociada a otros sulfuros, pero la única localidad en la que se ha encontrado como masas, pequeñas  visibles a simple vista , es el yacimiento de Igdlunguag, en el fiordo de Tunulliarfik, Ilímaussaq, Groenlandia